# Gonzalo Espinoza
Gonzalo Alejandro Espinoza Toledo (Constitución, 9 aprile 1990) è un calciatore cileno, centrocampista dell'Unión San Felipe.

## Carriera

### Club
Cresciuto calcisticamente nel settore giovanile dell’Huachipato, Gonzalo Espinoza ha iniziato la carriera professionistica con il Barnechea, prima di trasferirsi nel 2011 all’Unión San Felipe, con cui ha esordito nella massima serie cilena. Nello stesso anno è stato ceduto in prestito al Racing Club in Argentina, dove ha disputato 5 incontri. Successivamente ha giocato un'altra stagione in prestito all’Arsenal de Sarandí, totalizzando 13 presenze.
Nel 2013 è stato acquistato dall’All Boys, con cui ha segnato 3 gol in 26 presenze. Le buone prestazioni gli hanno valso il ritorno in patria nel 2014 alla Universidad de Chile, dove ha militato per più stagioni, alternate a un prestito al Club Atlético Patronato nel 2016. Con la Universidad de Chile ha vissuto uno dei periodi migliori della carriera, contribuendo in più campionati tra il 2014 e il 2021.
Nel 2017 ha avuto un’esperienza in Turchia con il Kayserispor, giocando 13 partite nella Süper Lig, prima di tornare ancora una volta alla Universidad de Chile. Nel 2022 si è trasferito all’Unión Española e, l’anno successivo, è tornato all’Unión San Felipe.

### Nazionale
Nel 2015 Gonzalo Espinoza ha ricevuto la sua prima e unica convocazione con la nazionale cilena, con cui ha totalizzato una presenza. Nonostante una carriera di buon livello nei club, non è riuscito a consolidarsi stabilmente nel giro della Roja.

## Palmarès
- Campionato argentino: 1

Arsenal Sarandí: 2012 (C)
- Supercoppa Argentina: 1

Arsenal Sarandí: 2012